# Henrik Egholm
Henrik Egholm (født 8. november 1972 i Holbæk) er en dansk medejer og teammanager for UCI kontinentalholdet Airtox-Carl Ras. 

## Karriere
Egholm er uddannet lærer. Fra 1986 til 2018 var han butiksindehaver af Noa Noa i Holbæk. Året efter han stoppede i butikken, blev han skolelærer hos Andreasskolen i fødebyen.
Han har altid været interesseret i, og dyrket cykelsport. Egholm stiftede Holbæk Cykelsports eliteteam. I 2020 fik det navnet Team Eiland Electric-Carl Ras, og fra 2021 blev holdet løftet op på internationalt niveau, og Egholm blev teammanager og medejer af UCI kontinentalholdet Restaurant Suri-Carl Ras. Ejerskabet deler han med Mads Pedersen, Brian Holm og Jan Bech Andersen.